# Bubasteion
El Bubasteion o Bubasteum era un complejo de templos ptolemaicos y romanos dedicado a Bastet en el acantilado del límite del desierto de Saqqara. En árabe, el lugar se llama Abwab el-Qotat ("Las puertas de los gatos"). 
El complejo del templo está rodeado por un muro de recinto de 275 metros de ancho y 325 metros de largo y está ubicado al sureste de la pirámide de Teti y al sur del Anubieum. Tenía un gran camino de entrada en la muralla sur, una necrópolis felina y asentamientos. En el Imperio Nuevo, la ubicación ya era el sitio de un templo de Bastet, quien fue honrada como la Dama de Ankhtawy.
Alain-Pierre Zivie inició una investigación adecuada del sitio en 1976 y las primeras excavaciones comenzaron en 1980. En 1986, se fundó la Mission Archéologique Française du Bubasteion (MAFB), que ha supervisado todas las investigaciones del sitio desde entonces.

## Necrópolis felina

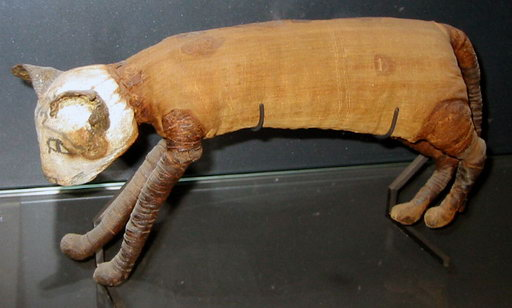
Gato momificado

En la segunda mitad de la Dinastía XVIII, altos dignatarios crearon tumbas excavadas en roca para sí mismos en esta área, que luego fueron reutilizadas como catacumbas. Hasta la fecha, se han encontrado más de cien momias de gatos y miles de huesos de gatos. El cementerio de gatos desarrollado en la segunda mitad del primer milenio antes de Cristo se volvió tan importante como el cementerio de gatos en Bubastis. Las investigaciones radiográficas mostraron que la mayoría de los gatos murieron a una edad temprana por estrangulamiento o por contusiones violentas en el cráneo. Varios paquetes examinados contenían solo algunos huesos de gato, y otros incluso no tenían huesos, solo arcilla y guijarros. Los gatos fueron momificados de dos formas diferentes. En uno, las patas y la cola estaban atadas y envueltas cerca del cuerpo; en el otro, cabeza, cuerpo, patas y cola se envolvieron por separado en tela, algunos con ojos y orejas añadidos. Algunas momias se encontraron en sarcófagos de madera o piedra. Algunos incluso fueron enterrados con gatitos, esculturas, joyas y amuletos. El procedimiento de momificación era bastante básico: el animal simplemente se secaba sin quitarle las entrañas. Los sacerdotes quizás vendieron a los peregrinos momias de diferentes calidades.
En la tumba de Maia, la nodriza de Tutankamón, encontrada en el sitio en 1996, se excavó un esqueleto de león en 2001. El león fue considerado una manifestación del dios Maahes, hijo de Bastet.
En 2019, se encontraron cinco momias de leones en la necrópolis.

## Tumbas

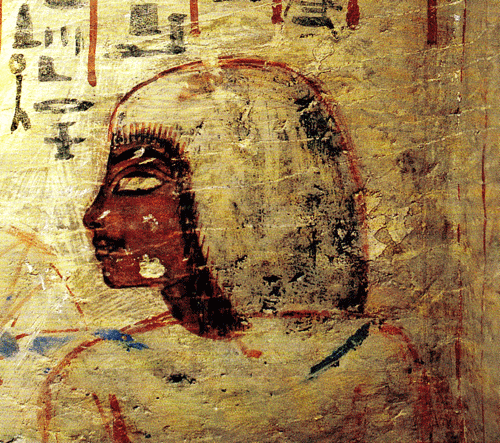
Pintura mural de la tumba de Aper-el

En el lado sur del Bubasteion, cerca de la sede de excavación de la misión francesa, hay un steilhang (ladera escarpada) que contiene dos niveles de tumbas. Estas fueron creados por altos funcionarios en las dinastías XVIII y XIX y fueron saqueadas en el Período Tardío. Después de esto, fueron remodeladas y reutilizadas para las momias de gatos del cercano santuario de Bastet. Dos de estas tumbas fueron descubiertas a principios de la década de 1980 y el resto se han descubierto más recientemente. La mayoría de las tumbas están talladas en la pared rocosa, pero algunas están construidas con piedra caliza de Tura, de alto valor. La decoración es muy diversa, a menudo difiere significativamente dentro de las tumbas individuales. Se compone principalmente de relieves, así como pinturas que varían de buena a excepcional calidad. Muchos de los elementos descubiertos en las tumbas, especialmente los de la tumba de Aper-el, se encuentran ahora en el Museo Imhotep en Saqqara.

### Lista de las tumbas del Bubasteion
La numeración de las tumbas es la del MAFB, en la que las tumbas del nivel superior están numeradas con un número romano I y las del nivel inferior con un II. Posiblemente haya un tercer nivel, enterrado bajo escombros. Después del número romano, las tumbas individuales están numeradas de este a oeste con números arábigos.
| Tumba N°.   | Propietario de la tumba        | Fecha                                  |
| ----------- | ------------------------------ | -------------------------------------- |
| Bub. I. 0 1 | Aperel                         | Reinado de Amenofis III y Akenatón     |
| Bub. I. 0 3 | Resh (oficial)                 | Reinado de Tutmosis IV y Amenofis III. |
| Bub. I. 0 5 | Merisakhmet                    | Fin de la Dinastía XVIII               |
| Bub. I. 0 6 | Nehsi                          | Reinado de Hatshepsut                  |
| Bub. I.13   | Seth (copero)                  | Reinado de Amenofis III                |
| Bub. I.16   | Netjerwymes (Parichnawa)       | Reinado de Ramsés II                   |
| Bub. I.19   | Tutmose, Kenna                 |                                        |
| Bub. I.20   | Maia                           | Reinado de Tutankamón y Ay             |
| Bub. I.21   | Penrenut                       | Reinado de Merenptah                   |
| Bub. I.27   | Raia (secretaria de tesorería) | Reinado de Akenatón                    |
| Bub. II.4   | Meryre (tesorera)              | Reinado de Amenofis III.               |
| Bub. II.x   | Ptahmose                       | Reinado de Amenofis III.               |